# Prodotto di Kronecker
In matematica, nel campo dell'algebra lineare, il prodotto di Kronecker, indicato con {\displaystyle \otimes }, è un'operazione tra due matrici di dimensioni arbitrarie, sempre applicabile, al contrario dell'altra più usuale moltiplicazione di matrici.

## Definizione
Se {\displaystyle A} è una matrice {\displaystyle m\times n} e {\displaystyle B} è una matrice {\displaystyle p\times q}, allora il loro prodotto di Kronecker {\displaystyle A\otimes B} è una matrice {\displaystyle mp\times nq} definita a blocchi nel modo seguente:
{\displaystyle \ A\otimes B={\begin{bmatrix}a_{11}B&\cdots &a_{1n}B\\\vdots &\ddots &\vdots \\a_{m1}B&\cdots &a_{mn}B\end{bmatrix}}}
Cioè, esplicitando ogni termine:
{\displaystyle \ A\otimes B={\begin{bmatrix}a_{11}b_{11}&a_{11}b_{12}&\cdots &a_{11}b_{1q}&\cdots &\cdots &a_{1n}b_{11}&a_{1n}b_{12}&\cdots &a_{1n}b_{1q}\\a_{11}b_{21}&a_{11}b_{22}&\cdots &a_{11}b_{2q}&\cdots &\cdots &a_{1n}b_{21}&a_{1n}b_{22}&\cdots &a_{1n}b_{2q}\\\vdots &\vdots &\ddots &\vdots &&&\vdots &\vdots &\ddots &\vdots \\a_{11}b_{p1}&a_{11}b_{p2}&\cdots &a_{11}b_{pq}&\cdots &\cdots &a_{1n}b_{p1}&a_{1n}b_{p2}&\cdots &a_{1n}b_{pq}\\\vdots &\vdots &&\vdots &\ddots &&\vdots &\vdots &&\vdots \\\vdots &\vdots &&\vdots &&\ddots &\vdots &\vdots &&\vdots \\a_{m1}b_{11}&a_{m1}b_{12}&\cdots &a_{m1}b_{1q}&\cdots &\cdots &a_{mn}b_{11}&a_{mn}b_{12}&\cdots &a_{mn}b_{1q}\\a_{m1}b_{21}&a_{m1}b_{22}&\cdots &a_{m1}b_{2q}&\cdots &\cdots &a_{mn}b_{21}&a_{mn}b_{22}&\cdots &a_{mn}b_{2q}\\\vdots &\vdots &\ddots &\vdots &&&\vdots &\vdots &\ddots &\vdots \\a_{m1}b_{p1}&a_{m1}b_{p2}&\cdots &a_{m1}b_{pq}&\cdots &\cdots &a_{mn}b_{p1}&a_{mn}b_{p2}&\cdots &a_{mn}b_{pq}\end{bmatrix}}.}
Notare che questo prodotto non è un'estensione della sopra citata moltiplicazione "righe per colonne", in quanto la moltiplicazione tra una matrice {\displaystyle 3\times 2} e una {\displaystyle 2\times 3} produce una matrice {\displaystyle 6\times 6}, e non una {\displaystyle 3\times 3}.

### Esempio
{\displaystyle {\begin{bmatrix}1&2\\3&1\\\end{bmatrix}}\otimes {\begin{bmatrix}0&3\\2&1\\\end{bmatrix}}={\begin{bmatrix}1\cdot 0&1\cdot 3&2\cdot 0&2\cdot 3\\1\cdot 2&1\cdot 1&2\cdot 2&2\cdot 1\\3\cdot 0&3\cdot 3&1\cdot 0&1\cdot 3\\3\cdot 2&3\cdot 1&1\cdot 2&1\cdot 1\\\end{bmatrix}}={\begin{bmatrix}0&3&0&6\\2&1&4&2\\0&9&0&3\\6&3&2&1\end{bmatrix}}}

## Proprietà

### Bilinearità e associatività
Il prodotto di Kronecker è un caso speciale di prodotto tensoriale, dunque è bilineare e associativo:
{\displaystyle A\otimes (B+C)=A\otimes B+A\otimes C\qquad } (se B e C hanno la stessa dimensione)
{\displaystyle (A+B)\otimes C=A\otimes C+B\otimes C\qquad } (se A e B hanno la stessa dimensione)
{\displaystyle (kA)\otimes B=A\otimes (kB)=k(A\otimes B),} (k scalare)
{\displaystyle (A\otimes B)\otimes C=A\otimes (B\otimes C),}
Questo prodotto non è commutativo, tuttavia  {\displaystyle A\otimes B} e {\displaystyle B\otimes A}  sono equivalenti per permutazione, cioè esistono matrici di permutazione P e Q tali che {\displaystyle A\otimes B=P\,(B\otimes A)\,Q}. Se A e B sono quadrate, allora sono simili per permutazione, cioè vale che P = QT

### Prodotto misto
Se A, B, C e D sono matrici tali che esiste il prodotto righe per colonne tra A e C e tra B e D, allora esiste anche {\displaystyle (A\otimes B)\cdot (C\otimes D)} e vale che
{\displaystyle (A\otimes B)\cdot (C\otimes D)=(A\cdot C)\otimes (B\cdot D)}.
Ne segue che {\displaystyle A\otimes B} è invertibile se e solo se lo sono A e B e l'inversa è data da {\displaystyle (A\otimes B)^{-1}=A^{-1}\otimes B^{-1}.}

### Spettro
Siano A e B quadrate di ordine n e q rispettivamente e siano λ1, ..., λn gli autovalori di A, μ1, ..., μq quelli di B. Allora gli autovalori di {\displaystyle A\otimes B} sono
{\displaystyle \lambda _{i}\mu _{j},\qquad i=1,\ldots ,n,\,j=1,\ldots ,q.}
Ne segue che la traccia è {\displaystyle \operatorname {tr} (A\otimes B)=\operatorname {tr} A\cdot \operatorname {tr} B} e che il determinante è {\displaystyle \det(A\otimes B)=(\det A)^{q}\cdot (\det B)^{n}}.

## Valori singolari
Siano A e B matrici rettangolari con valori singolari non nulli, rispettivamente {\displaystyle \sigma _{A,i}}, i=1,..,rA e {\displaystyle \sigma _{B,j}}, j=1,..,rB.
Allora il prodotto {\displaystyle A\otimes B} ha rArB valori singolari che sono esattamente {\displaystyle \sigma _{A,i}\cdot \sigma _{B,j}}, i=1,..,rA, j=1,..,rB.
Dal momento che il rango di una matrice è uguale al numero di valori singolari non nulli, allora    è {\displaystyle \operatorname {rank} (A\otimes B)=\operatorname {rank} A\cdot \operatorname {rank} B}.

## Relazioni col prodotto tensoriale astratto
Il prodotto di Kronecker tra matrici corrisponde al prodotto tensoriale astratto di mappe lineari. Specificatamente, se le matrici {\displaystyle A} e {\displaystyle B} rappresentano le trasformazioni lineari {\displaystyle V_{1}\to W_{1}} e {\displaystyle V_{2}\to W_{2}}, allora la matrice {\displaystyle A\otimes B} rappresenta il prodotto tensoriale tra la due mappe {\displaystyle V_{1}\otimes V_{2}\to W_{1}\otimes W_{2}}.

## Applicazioni al graph matching
Se {\displaystyle A_{1}} e {\displaystyle A_{2}} sono le matrici di adiacenza di due grafi non pesati, allora {\displaystyle A=A_{1}\otimes A_{2}+{\overline {A_{1}}}\otimes {\overline {A_{2}}}} è la matrice di adiacenza di un grafo, detto di associazione, i cui vertici corrispondono ad assegnamenti fra i vertici dei due grafi originali e le cui clique massime/massimali corrispondono a match massimi/massimali fra i due grafi originali.

## Equazioni matriciali
Il prodotto di Kronecker può essere usato per la rappresentazione di alcune equazioni matriciali. Si consideri ad esempio l'equazione AXB=C, dove A,B e C sono matrici date e X è incognita. Possiamo riscrivere tale equazione come
{\displaystyle (B^{\top }\otimes A)\,\operatorname {vec} X=\operatorname {vec} C}
dove se X è di ordine m×n, vec(X) denota il vettore di dimensione m×n formato dalle entrate di X scritte ordinatamente per colonna, cioè 
{\displaystyle \operatorname {vec} X=[x_{11},x_{21},\ldots ,x_{m1},x_{12},x_{22},\ldots ,x_{m2},\ldots ,x_{1n},x_{2n},\ldots ,x_{mn}]^{\top }.}.
Dalle proprietà enunciate finora, ne viene che l'equazione AXB=C ha un'unica soluzione se e solo se A e B sono non singolari.

## Storia
Il prodotto di Kronecker prende il nome da Leopold Kronecker, ma ci sono poche prove che Kronecker sia stato il primo a definirlo e usarlo. In effetti, in passato è anche stato usato col nome di matrice di Zehfuss, da Johann Georg Zehfuss.